# Eli’ezer Mizrachi
Eli’ezer Mizrachi (hebr.: אליעזר מזרחי, ang.: Eliezer Mizrahi, ur. 19 kwietnia 1945 w Rechowot) – izraelski polityk, w latach 1988–1992 poseł do Knesetu z listy Agudat Israel.
W wyborach parlamentarnych w 1988 po raz pierwszy i jedyny dostał się do izraelskiego parlamentu. Od 25 czerwca 1990 do końca kadencji pełnił funkcję wiceministra zdrowia.